# Katnadżur
Katnadżur – wieś w Armenii, w prowincji Lorri. W 2011 roku liczyła 1536 mieszkańców.